# Lucien Müller
Lucien Muller Schmidt (Bischwiller, 3 de septiembre de 1934) es un exfutbolista francés activo en la década de 1960; se desempeñó profesionalmente en el Stade de Reims francés, así como en el Real Madrid y en el F. C. Barcelona. Fue 16 veces internacional con la selección nacional de Francia, con la que disputó la Copa del Mundo de 1966.
Ocupó la posición de centrocampista interior derecho de vocación ofensiva; en España fue conocido como Don Luciano.

## Clubs (jugador)
- 1953 a 1957: RC Strasbourg
- 1957 a 1959: Toulouse FC
- 1959 a 1962: Stade de Reims
- 1962 a 1965: Real Madrid
- 1965 a 1968: F. C. Barcelona
- 1968 a 1970: Stade de Reims (2.ª división).

## Clubs (entrenador)
- C.D. Castellón: >1970-71 (2.ªD, 6.º, había sustituido a Vicente Dauder)
- C.D. Castellón: 1971-72 (2.ªD, 2.º, ascenso)
- C.D. Castellón: 1972-73 (1.ªD, 5.º)
- C.D. Castellón: 1973-74 (1.ªD, 16.º, descenso).
- Burgos CF: 1975-76 (2.ªD, 1.º, ascenso).
- Real Zaragoza: 1976-77 (1.ªD, 16.º, descenso).
- Burgos CF: 1977-78 (1.ªD, 12.º)
- F. C. Barcelona: 1978-79> (1.ªD, tras 27 partidos es destituido siendo séptimo en la Liga; le sustituye Joaquim Rifé)
- Burgos CF: >>1979-80 (1.ªD, 18.º, entra a cinco jornadas del final, y con una victoria y cuatro derrotas, no puede evitar el descenso. Había sustituido a Seguí y éste a García Traid)
- Burgos CF: 1980-81> (2.ªD, es sustituido por Luis Mª Astorga, último entrenador de este club que desaparece en 1982)
- Real Mallorca: >1981-82 (2.ªD, 6.º, sustituye a Antonio Oviedo, tras dos ascensos consecutivos del club)
- Real Mallorca: 1982-83 (2.ªD, 3.º, ascenso)
- AS Monaco FC: 1983-84
- AS Monaco FC: 1984-85
- AS Monaco FC: 1985-86
- Real Mallorca: 1987-88 (1.ªD, 18.º. Coge el equipo a 13 jornadas del final, sustituyendo a Lorenzo Serra Ferrer. No evita el descenso)
- C.D. Castellón: 1990-91 (1.ªD, 19.º, coge el equipo a 6 jornadas del final, en sustitución de Pepe Heredia y éste de Luiche. No evita el descenso)
- C.D. Castellón: 1991-92 (2.ªD, es sustituido por Quique Hernández).

## Entrenador
Una vez retirado como jugador en activo, Muller inició su carrera como entrenador que le llevó a dirigir a varios equipos, también en España y Francia, con resultados dispares.
En su primer trabajo como entrenador, obtuvo un ascenso a primera dirigiendo al C.D. Castellón, donde había sustituido a mitad de la temporada anterior a Vicente Dauder; sin embargo, tras dos años en primera, el equipo no pudo evitar el descenso a Segunda división. Muller vivió cuatro descensos más en su carrera, dirigiendo al Real Zaragoza, Burgos C.F., Real Mallorca y C.D. Castellón de nuevo. Y también protagonizó tres ascensos a primera división con C.D. Castellón, Burgos C.F. y Real Mallorca.
El equipo de mayor prestigio que dirigió fue el F. C. Barcelona en la temporada 1978-1979. Fue el primer entrenador que, en 1978, contrató el presidente José Luis Núñez. Sin embargo, pese a la gran inversión que realizó el club en fichajes, el equipo no respondió a las expectativas, y Muller fue destituido el 18 de abril de 1979 tras la dolorosa eliminación del equipo en la Copa del Rey a manos de un Valencia que, en el partido de vuelta, derrotó a los catalanes por 4-0, remontando el 4-1 del partido de ida.
Muller fue sustituido en el banquillo barcelonista por Joaquim Rifé, que acabó la temporada conquistando la Recopa de Europa.

## Palmarés

### Jugador

#### Selección de Francia
- 16 internacionalidades con el equipo absoluto francés, de 1959 a 1964 (3 goles).
- Semifinalista del Campeonato de Europa en 1960.
- Seleccionado por el equipo absoluto francés para la Copa del Mundo de Fútbol de 1966.

#### Clubs
- Copa de Ferias en 1966 (primer francés en conseguirlo) con el F. C. Barcelona.
- Campeonato de Francia de fútbol en 1960 y 1962 con el Stade de Reims.
- Campeonato Nacional de Liga de España en 1963,1964 y 1965 con el Real Madrid.
- Copa del Generalísimo en 1968 con el F. C. Barcelona.
- Trofeo de Campeones (trofeo de los periodistas deportivos franceses) en 1960 con el Stade de Reims
- Trofeo Joan Gamper en 1966 y 1967 con el FC Barcelona .
- Finalista de la Copa de Europa de Clubs en 1964 con el Real Madrid.
- 249 partidos en la Primera División francesa.

### Entrenador
- Copa de Francia de fútbol en 1985 con el AS Mónaco.
- Subcampeón del Campeonato de Francia de fútbol en 1984 y tercero en 1985 con el Reims.
- Finalista Copa del Generalisimo en 1973 con el Club Deportivo Castellón.
- Finalista de la Copa de Francia en 1984 con el AS Mónaco.
- 139 partidos como entrenador en la Primera División francesa.

- Datos: Q535013
- Multimedia: Lucien Muller / Q535013